# Dupojevići
Dupojevići su naseljeno mjesto u općini Čajniču, Republika Srpska, BiH. Nalaze se sjeverno od Miljenog i zapadno od rijeke Janjine.
Godine 1985. pripojeni su naselju Miljenom (Sl. list SRBiH 24/85).

## Stanovništvo
| Narod     | Popis 1961. | Popis 1971. | Popis 1981. |
| --------- | ----------- | ----------- | ----------- |
| Hrvati    |             |             |             |
| Muslimani | 26          | 27          | 25          |
| Srbi      |             |             |             |
| ostali    |             |             |             |
| Ukupno    | 26          | 27          | 25          |